# Colegiata de Santa María la Mayor (Valladolid)
La colegiata de Santa María de Valladolid fue la principal iglesia de la ciudad entre el siglo xi y el xvi. Su construcción se debe al repoblador de Valladolid Pedro Ansúrez en el siglo xi. Hoy se conservan tan solo algunas ruinas y unas pocas capillas, situadas cerca de la Iglesia de Santa María La Antigua y junto a la inconclusa catedral de Valladolid.

## Historia
Valladolid fue repoblada en el año 1074, labor encomendada al conde Pedro Ansúrez, quien establecerá en la villa una iglesia colegial al menos desde el 21 de mayo de 1095, fecha de su carta dotal. La colegiata contó con un primer abad, don Salto, que anteriormente había sido monje benedictino en el monasterio de San Zoilo de Carrión de los Condes. Durante la Edad Media será sede de numerosos concilios. La colegiata, en territorio del obispado de Palencia, tenía sin embargo una vinculación directa con la Santa Sede. Tras varios intentos fallidos, la colegiata se convertirá en sede episcopal en 1595.

## Descripción

### Colegiata románica

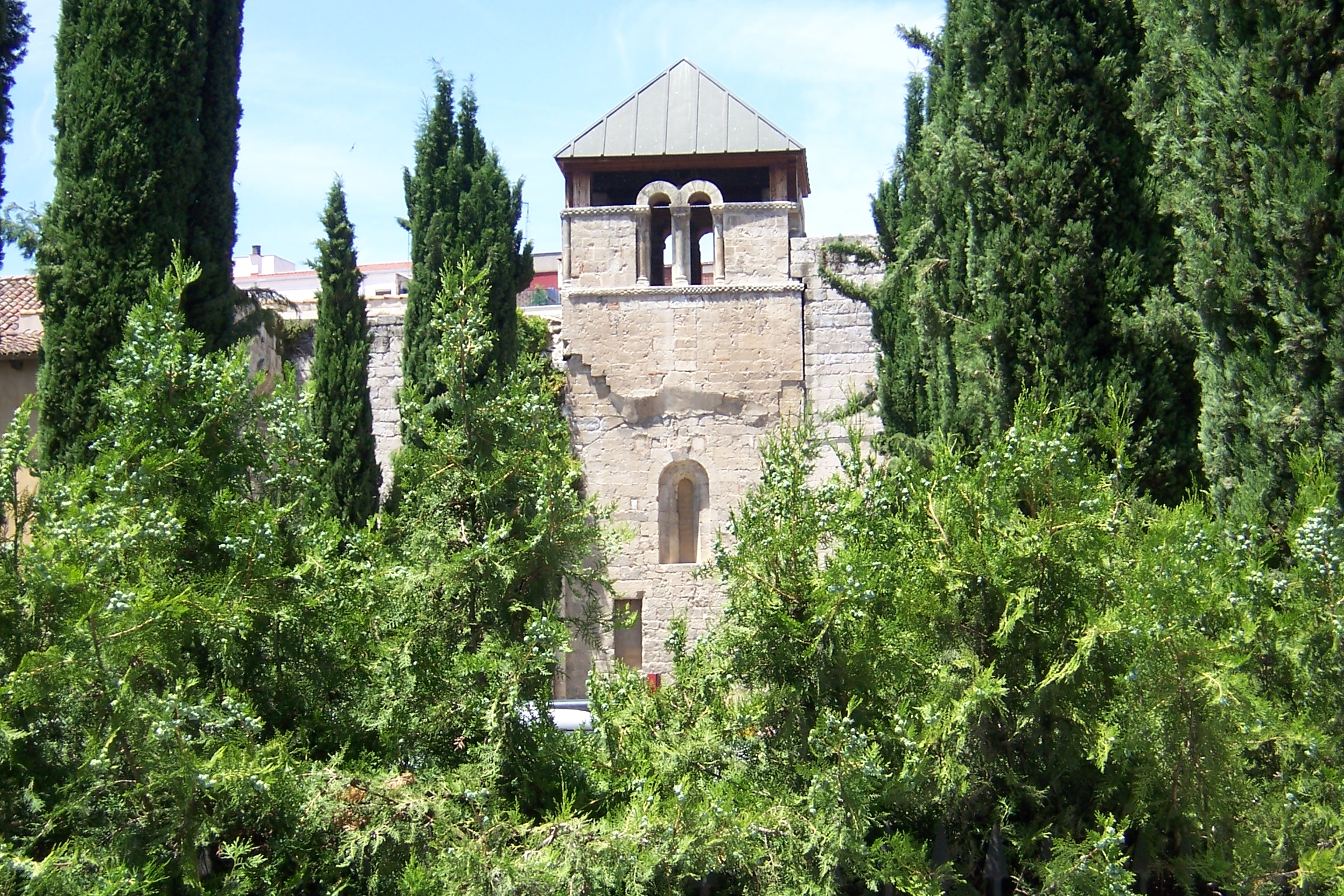
Restos de la torre románica (con ornamentación de jaqueado) que perteneció a una colegiata anterior mandada edificar por el conde Ansúrez, fundador de la ciudad

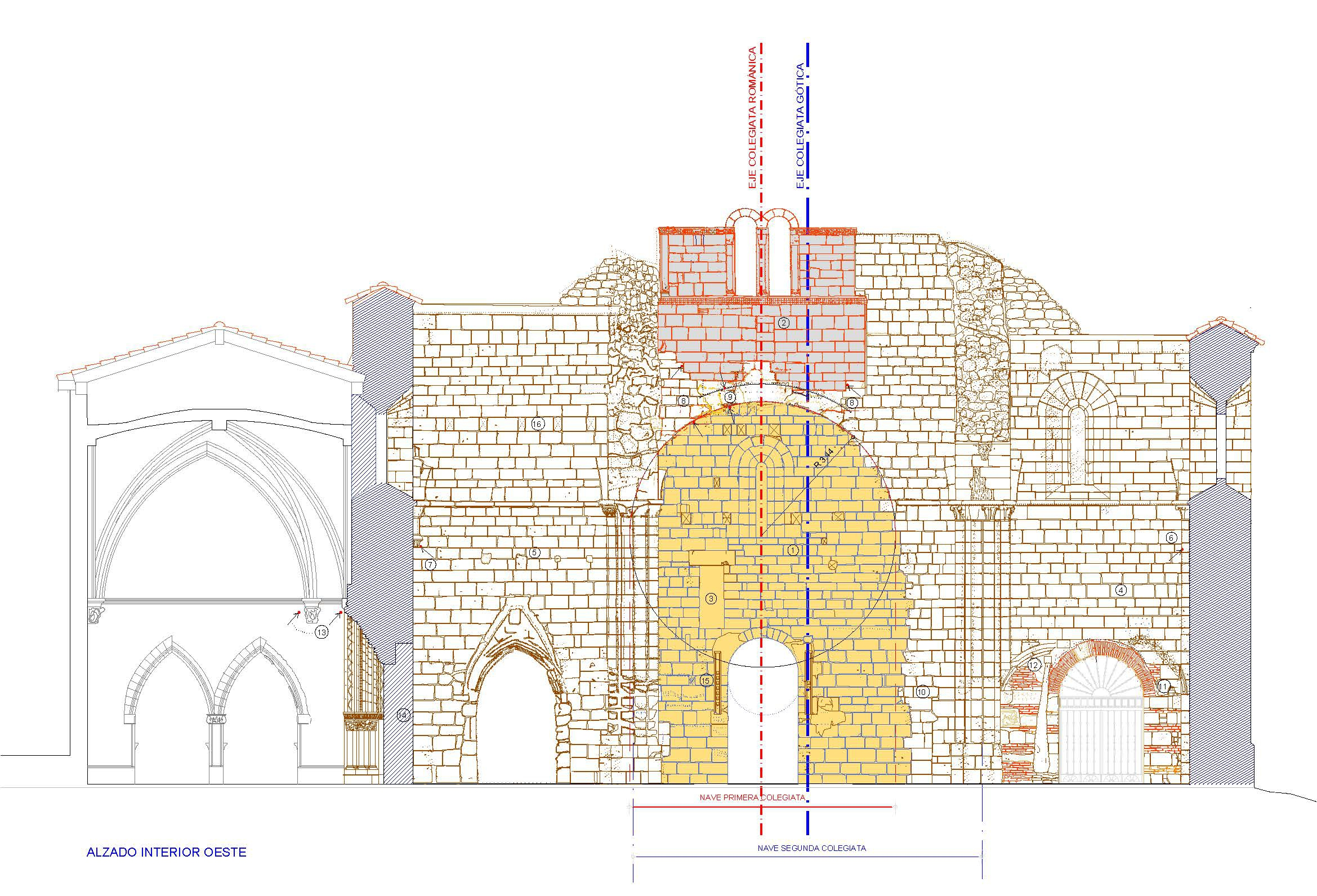
Lectura estratigráfica del Hastial Poniente de las Colegiatas medievales de Santa María la Mayor de Valladolid.

La primera construcción se llevó a cabo en tiempos del conde Pedro Ansúrez. No hay demasiados datos de esta obra, puesto que la segunda construcción se superpuso a ella. Se trataría de un pequeño templo románico, iniciado hacia 1080 y terminado antes de 1100, cuando el conde Ansúrez firma la carta de donación. Se supone que tenía una sola nave, orientada litúrgicamente, de unos 53 m x 9 m, con acceso a través de una torre pórtico, situada a los pies.
De esta colegiata apenas se conserva nada, salvo la torre, que se supone modelo de la vecina torre de La Antigua, de estilo románico, parcialmente oculta en la construcción de la capilla de San Blas (que pertenece al Museo Diocesano y Catedralicio de Valladolid). Se especula que esta torre tuvo en su origen dos pisos con arcos, de los que solo se conserva el inferior, y un remate con chapitel semejante al de La Antigua, aunque quizás con menor pendiente.. Siempre se ha mantenido la idea de que se construyeron dos colegiatas medievales diferenciadas (la románica y la gótica o protogótica). Ninguna de ellas fue de nueva planta sino que se conformaron en varias fases constructivas, es decir que serían ampliaciones de nuevas fábricas sobre otras anteriores. De las piezas de arranque o salmeres existentes, correspondientes a unas bóvedas de crucería sobre los capiteles de las columnas góticas, en los muros no se aprecian a simple vista trazas o restos de nervios o arcos formeros. Las proyecciones de estos nervios atravesarían a media altura las ventanas que se ven ahora en los muros. Esto induce a pensar que entre la primitiva iglesia románica y la gótica de mayor envergadura habría habido una intermedia que pudo construirse completamente o, en cambio, sencillamente se inició hasta alcanzar la imposta que recorre dichos muros. Esto pudo deberse a que durante la ejecución de las obras se decidió dar mayor altura a la iglesia.

### Colegiata protogótica

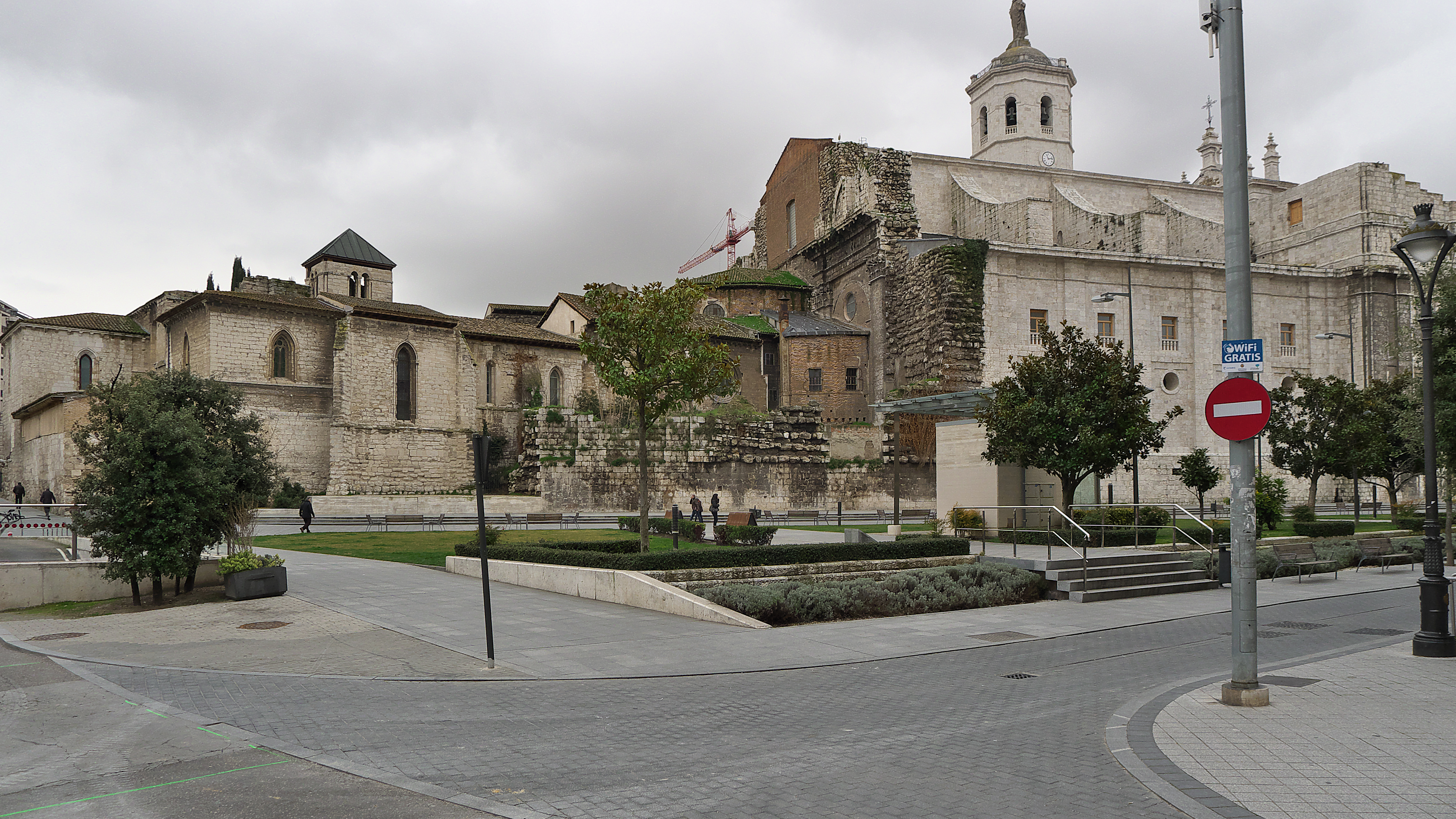
A la izquierda los restos de la colegiata y a la derecha la catedral inconclusa.

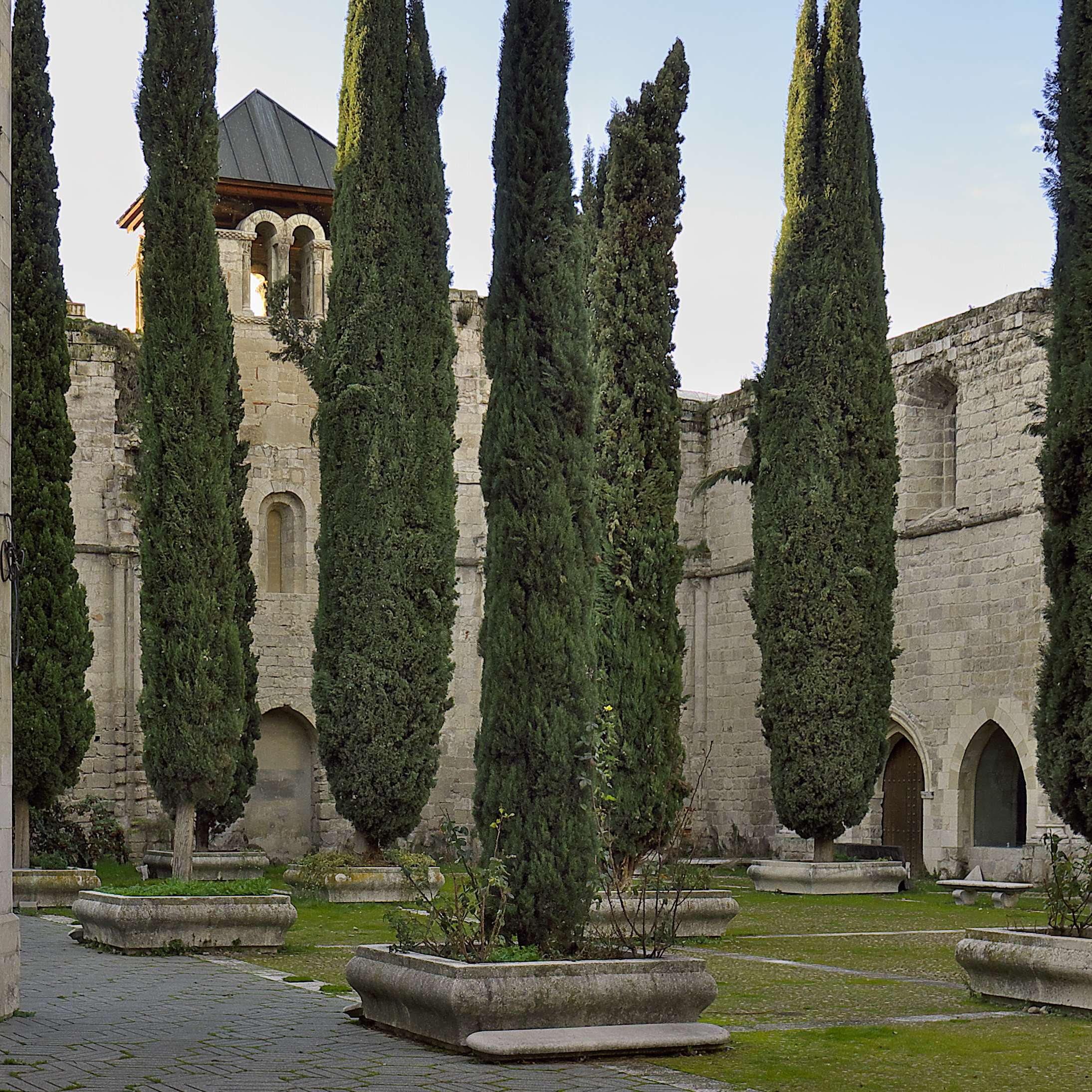
Emplazamiento y ruinas de lo que fue la segunda colegiata

Durante el siglo xii, en paralelo con el auge de la villa de Valladolid, la colegiata fue ganando prestigio. Se decidió entonces derribar el primitivo templo románico, levantando en su lugar un gran edificio de nueva planta. Se salvó del derribo la torre pórtico. Los restos que se conservan actualmente son los de esta segunda colegiata. Se trata de una construcción de estilo gótico, realizada entre 1219 y 1230, que contó con un bello claustro, destruido en el siglo xiii.
La iglesia era de tres naves de cinco tramos, cubiertas con bóvedas de crucería apeadas sobre pilares de núcleo cruciforme con columnillas adosadas y crucero marcado en planta, con triple cabecera de ábsides semicirculares. No está muy claro cómo se organizaba la iluminación, pues, si bien se conservan algunas ventanas que se abrían a las naves laterales, abocinadas y de gran sencillez, no sabemos si existieron ventanas directas a la nave central y qué altura tenía esta. El templo tenía tres puertas, que se conservan: una al norte, muy restaurada, otra al sur, que daba al claustro, con una interesante decóración con dientes de sierra, y la tercera al oeste, debajo de la torre pórtico.
A partir del siglo xiv, se añadieron al conjunto varias capillas funerarias perimetrales, de estilo gótico, que rodeaban al edificio por sus lados norte, oeste y sur. Con ello, se inutilizó la puerta occidental, situada debajo de la torre pórtico. Además, en 1318 se iniciaron las obras de un nuevo claustro, sustituyendo a otro anterior. De todo el complejo arquitectónico, solo se conservan un ángulo del claustro y cinco capillas perimetrales, que hoy conforman el Museo Diocesano y Catedralicio de Valladolid.

### Colegiata de los cinco maestros

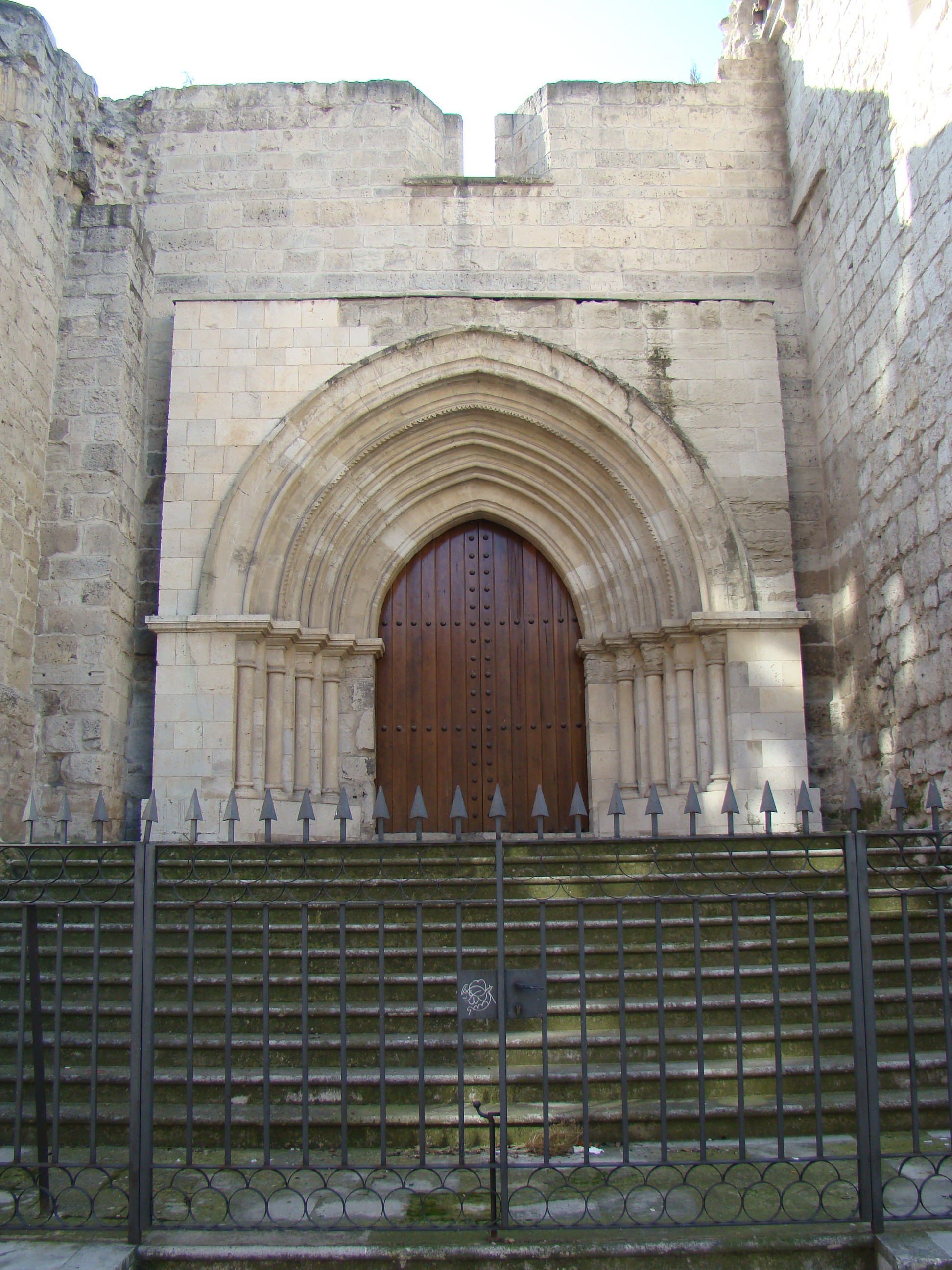
Puerta norte, cisterciense, de la antigua Colegiata de Valladolid (España),

Denominada así por la participación de los cinco grandes maestros del gótico final español: Juan y Rodrigo Gil de Hontañón, Francisco de Colonia, Diego de Riaño y Juan de Álava. La primera piedra se puso en 1527, dilatándose mucho la construcción en el tiempo. Solo se levantó la parte de los pies, llegando algunos muros a los doce metros de altura. La lentitud con que avanzaban las obras llevó a realizar intervenciones en el edificio gótico, que continuaba en uso.
La planta proyectada era de tres naves, con capillas hornacinas y dos torres exentas en la fachada. Este proyecto fue modificado por Diego de Riaño, quien incluyó las torres en la zona de las hornacinas, idea que aparecerá después en proyectos de Juan de Herrera, que pisa la planta de la colegiata de los cinco maestros y además reutilizó las cimentaciones y embutió lo construido de la colegiata de los cinco maestros en sus fábricas.
Riaño, Gil de Hontañón y Juan de la Cabañuela fueron sucesivos maestros de obras de la colegiata, si bien Rodrigo Gil fue el que tuvo una vinculación más estrecha, prácticamente hasta su muerte en 1577.}

## El fin de la colegiata
La construcción de la catedral puso en peligro el edificio de la colegiata. El propio Juan de Herrera contemplaba la destrucción del conjunto en sus planes. Esto no sucedió hasta el siglo xvii, hacia 1634, en que la vieja colegiata fue derribada, quedando tan solo en pie las dependencias que aún resultaban útiles, salvándose algunas capillas que eran utilizadas como sala capitular, vestuario, biblioteca, archivo y sacristía. Desde 1965, estas salas albergan los fondos del Museo Diocesano y Catedralicio de Valladolid.
Gracias a esta utilización, hoy se conservan algunos elementos arquitectónicos del edificio gótico. La tercera colegiata, iniciada por Rodrigo Gil y los demás maestros, acabó sirviendo de cantera al proyecto de Herrera.